# Rey de Reyes (2013)
Rey de Reyes 2013 fue la decimoséptima edición de Rey de Reyes, un evento pago por visión de lucha libre profesional producido por Asistencia Asesoría y Administración. Tuvo lugar el 17 de marzo de 2013 desde la Plaza de Toros Monumental "Lorenzo Garza" en Monterrey, Nuevo León.

## Resultados
- Dark Match: Dralion, Rey Orión & Sick Boy derrotaron a Los Gemelos Muerte (I & II) & Rico Rodríguez.
  - Dralion cubrió a Rico Rodríguez después de una "450° Splash".

- Fénix derrotó a Crazy Boy, Daga y Juventud Guerrera en un Elimination Match, ganando el vacante Campeonato de AAA Fusión.
  - Daga eliminó a Crazy Boy.
  - Daga eliminó a Juventud Guerrera.
  - Fénix eliminó a Daga.

- Los Inferno Rockers (Devil Rocker, Machine Rocker & Soul Rocker) derrotaron a Los Psycho Circus (Monster Clown, Murder Clown & Psycho Clown).
  - Los Inferno Rockers cubrieron a Monster Clown después de un "Powerbomb" sobre una mesa.

- El Mesías derrotó a Heavy Metal, La Parka, La Parka Negra, Octagón y Pentagón Jr. en un Elimination Match, avanzando a la final del Torneo Rey de Reyes 2013.
  - La Parka Negra y Pentagón, Jr. eliminaron a Octagón.
  - Heavy Metal eliminó a Pentagón, Jr..
  - El Mesías eliminó a La Parka Negra.
  - El Mesías eliminó a Heavy Metal.
  - El Mesías eliminó a La Parka.

- L.A. Park derrotó a Chessman, Drago, Jack Evans, Psicosis y Villano IV en un Elimination Match, avanzando a la final del Torneo Rey de Reyes 2013.
  - Chessman eliminó a Drago.
  - Jack Evans eliminó a Psicosis.
  - Villano IV eliminó a Jack Evans.
  - Villano IV eliminó a Chessman.
  - L.A. Park eliminó a Villano IV.

- Canek derrotó a Cibernético, El Hijo del Perro Aguayo, Electroshock, Silver King y Toscano en un Elimination Match, avanzando a la final del Torneo Rey de Reyes 2013.
  - Toscano eliminó a Silver King.
  - Electroshock eliminó a Toscano.
  - El Hijo del Perro Aguayo fue descalificado.
  - Cibernético fue descalificado.
  - Canek eliminó a Electroshock.

- Faby Apache derrotó a LuFisto, Mari Apache y Taya en un Elimination Match, ganando el vacante Campeonato Reina de Reinas de AAA.
  - LuFisto eliminó a Mary Apache.
  - Faby Apache eliminó a Taya Valkyrie.
  - Faby Apache eliminó a LuFisto.

- El Texano Jr. derrotó a Blue Demon, Jr., reteniendo el Megacampeonato Unificado de Peso Completo de AAA.
  - El Texano, Jr. cubrió a Blue Demon, Jr..

- El Mesías derrotó a Canek y L.A. Park en un Elimination Match, ganando el Torneo Rey de Reyes 2013.
  - L.A. Park eliminó a Canek.
  - El Mesías eliminó a L.A. Park.